# サンケンロック
『サンケンロック』は、Boichiによる日本の漫画。『ヤングキング』（少年画報社）の2006年第10号から2016年第6号まで連載。単行本は全25巻。

## あらすじ
主人公の北野堅（きたの けん）は幼い頃に家族を失い、16歳の頃には喧嘩に明け暮れ、荒みに荒んでいた。そんな彼が同級生の吉沢祐美（よしざわ ゆみ、韓国名：ユミン）に恋をし、告白するが、「実は私は韓国人で韓国で警官になる」と明かされ、振られてしまう。
その後も荒んだ日々を送るケンは、1年後実際に韓国で警官になったユミンをテレビで見て「自分も韓国で警官になろう」と決意。高校を退学し、韓国に渡るが、高校中退で日本人の彼を警察はもちろんどこの企業も雇ってはくれなかった。
途方に暮れているケンにやさしくしてくれた屋台のおじいさんを、地元のゴンダルから守った彼は、別のゴンダルからスカウトを受ける。警官になるため韓国に来たケンは当然断るが、ユミンに「韓国のゲーム会社にスカウトされた」と見栄を張っていたため、職欲しさに年俸2000万ウォンでそのゴンダルのボスになることを承諾。こうしてケンのギャングとしての日々が始まる。

## 登場人物

### サンケンロック組
韓国のゴンダル（ギャング）。テスが仲間を集め、ボスとしてケンをスカウトした『チーム・ケンロック（岩の如きケンの意）』を前身とする。

ケンがインチキゲーム制作会社を追い出して手に入れた、オンボロビルに事務所を構える。

最初の抗争で自分達の武力不足を痛感し、全員で苦行寺にて修行を行う。帰還後、初めて手にした縄張りの住民から『太陽（サン）のような』という賛辞を受け、以降『サンケンロック組』を名乗るようになった。

物語半ばでは勢力を拡大し、自他ともに認める韓国一のギャング組織となっている。
北野 堅(きたの けん)
本作の主人公であり、日本人。同級生のユミンを追って韓国に渡り、一年間のひきこもり生活後、朴泰秀からスカウトされる。
普段は考試院に下宿する昼行灯だが、実は“韓国最大のギャング組織(サンケンロック組)のボス”。
幼い頃、家族が白竜会に殺され激しく憎む。物語が進むにつれ、愛するユミンが白竜会ボスの娘と知り衝撃を受けるが、その想いは変わらない。
周囲の人間からは単純で、あまり頭がよくないと思われているが、「自分は何者でもない」「ボスとはどうあるべきなのか」というような、哲学的な悩みを抱きながら戦い続ける。また、テスの掌の上で動いているようで、大局的にはすべて見抜いていた。
抗争で武器を使用する時に木製バットを用いるようになってから、バットにはこだわりを持つようになった。元々、人並み外れて腕っぷしは強かったが、苦行寺の修行を受け、超人的な強さを手に入れた。
修行後も鍛錬は怠らず、自分の信じる物を護るために日頃から鍛え続けている。
吉沢 祐美(よしざわ　ゆみ)
本作のヒロイン。表向きは韓国人「ユミン」としているが、生粋の日本人。
白竜会ボスの娘であり、韓国進出のための駒として教育を受けていたが、父親と組織を拒絶。準備されていた身分を利用して韓国へ脱出後、警官となる。
鍛え上げられた戦闘術は白竜会トップの殺し屋と渡り合うほどで、特に日本刀を用いた剣術に優れている。
外伝に彼女が警官として活躍する主役の話も幾つかあり、スピンオフであるグルメ漫画『ユミンにご飯を食べさせたい』では一緒に食べに行く相手として登場する。
朴 泰秀（パク・テス）
韓国のゴンダル。チームのボスとしてケンをスカウトする。スーツはヴァレンティノを愛用。車にも拘る伊達男で、ヘビースモーカー。
父親が大きな組織のボスだったことから、裏社会では名が知られており、その人脈も豊富である。
基本的に理屈っぽく、国家とギャングは同じであるという持論を持つ。サンケンロック組のギャングとしての裏稼業や汚れ仕事を一手に引き受け、あえてケンには関わらせないスタンスをとる。
父親のものであったインペリアルカジノを取り戻すため、仲間を集めていた。ケンのボスとしての資質には心底惚れ込んでおり、彼とともに「新たな国家」を作ることを夢見る。
髪型が描き辛いため、作者が一番好きではないキャラ。
李 爽崎（イ・サンギ）。
通称「マリン」と呼ばれているジャーヘッドが特徴の男性。テスとは幼少の頃からの付き合いらしいが詳細は不明。普段は敬語で話すほどの穏やかな巨漢。
テスの腹心であり、その命令は最優先し、ともにサンケンロック組の裏を支えている。
兵役での経験にトラウマを持つ。
梁 相太（ヤン・サンテ）
サンケンロック組の組員で、つるはしを武器に使うことから他の組員からは「つるはし」と呼ばれている。お調子者の性格で性欲旺盛な組のムードメーカーだがトラブルメーカーでもある。
在韓米軍基地の建設による接収で故郷を失い、一旗あげようとソウルにやって来た。
過去篇であり外伝のダンゴナイトでは主役としてパワードスーツを着用し、悪の組織と戦っていたが、宇宙生物である敵にある決意をしてしまった為に記憶は完全に失われ、その後、テスからスカウトを受ける。
その為か、自分より後に加入したケンを認めないと公言しており、ボスの座を虎視眈々と狙っている。
髪型がソフトモヒカンと書き易い理由で作者が一番気に入っているキャラクターと評されている。
張 頭弘（チャン・ドゥホン）
韓国中部のストリートファイターの中で無敵を誇っていた人物で、チームで一番大きな体格を誇る。テスに見出され、ケンとの決闘に敗れてチームに加入した。マリンと並ぶ重量級ファイター。21歳。
愛車を丁重に扱ったり、筋肉の損傷に対し慎重など繊細な部分がある。
金 恵隣（キム・ヘリン）
サンケンロック組唯一の女性組員。暗殺を得意としている。
智異山の「苦行寺」で修行したときの武器担当の教官だったが、ケンをボスとして認め一緒に下山し、現在ではケンに完全に惚れている。
おそらくサンケンロック組の中でも最高の戦闘力を持つが、スタミナがないのが玉にきず。
初めは黒ギャルファッションで登場した事もあり趣味なのか、ファッションスタイルや見た目をよく変える。18歳。
ベニト・アルマーニ
イタリアンマフィアの構成員で18歳の優男でアソコが大きいのを買われポルノ男優を勧められたが早漏の為、使い物にならずクビにされた。色んな女性をナンパしているのが趣味で、外人をナンパするために習得した日本語が多少喋れる。後に苦行寺での修行の影響で全羅道訛りではあるが韓国語も習得した。
人を見る目が優れており、他の構成員がテスをボスと思われている中、ケンがボスであることや、ユミンが日本人であることなどを一目で見抜いた。
ボスから出向のような形でサンケンロック組の一員となるが、ケンがイタリア組織の邪魔になるようなら殺すよう指示を受けている。
パルクールを使った戦い方をする。逃げ腰だが潜在能力は高く、イタリア最大のギャング組織のボスから後継者と目されている。

### 苦行寺（コヘンサ）
智異山の奥地にある修行寺。しごきは軍隊式の超スパルタ方式で、教えるのは殺人術である。チーム・ケンロック全員が10ヵ月の修行を決行した。

じつは僧侶全員が元ゴンダルであり、修行終了後にはケンをボスとして仰ぐこととなった。大きな抗争の際には応援に駆け付ける。
配達（ペダル）禅師
苦行寺の管理者の僧侶で修行にやって来たケン達を厳しくしごく。かつて伝説的なゴンダルであり、テスの父親の部下だった。
カジノ抗争の後、日本での実業経験を買われてインペリアルカジノの支配人になる。
韓国不動産編では外国人逆襲組織との闘いに加勢するが、カジノ支配人の影響か力量不足を露呈し劣勢に陥ってしまう。

### ファイングループ
呉 相民（オ・サンミン）
ファイングループ会長である呉達守の末息子。保有するアメリカ市民権を悪用しカジノに入り浸り、大負けの原因をカジノディーラーに八つ当たりするなどのトラブルを起こし、カジノ抗争の発端の原因を作る。
呉 達守（オ・ダルス）　
韓国の財閥ファイングループの会長。末息子のカジノ出入り事件の揉み消しに世論操作をするもネット世論に押された結果、脱税容疑で逮捕された後、生意気な態度により一度追い返したケンにカジノを取り戻すよう請う。

### インペリアルカジノ
高 朱蒙（コ・チュモン）／カエサル 朱蒙
インペリアルカジノの総料理長で、元幹部。一度失脚して堅気になり、本場イタリアで料理を修業してシェフにまで再起し、カジノに戻ってきたという異例の経歴の持ち主。戦いの最中にケンに対して「今まで真面目に生きて来たか？」と問い掛ける。
自分の子孫が宇宙でも料理をしているかもしれないと、作者の作品である『スペースシェフシーザー』の主人公の先祖である事を仄めかす発言をしている。
ゼリー姉妹
インペリアルカジノの女性幹部、双子である事を利用しケンを誘惑し攪乱する。
金 勇配（キム・ヨンベ）
インペリアルホテル秘書室課長で、李社長の側近だが、ホームレスだったところをテスの父親に拾われる過去を持つ。
李 満久（イ・マング）
インペリアルカジノの社長。元相撲力士だったところをテスの父親がカジノの社長に育て上げるが、権力を手にした所でテスの父親に背き、手を掛ける。

### 芸能界
SUN
ケンが初めにマネージメントした、韓国の超人気女性歌手。過去に著者が韓国で連載した漫画『T.R.Y』の主人公がモデル。
伍 萬元（オ・マンウォン）
芸能事務所B&Tエンターテインメントでケンの上司となるSUNのチーフマネージャー。
文 智愛（ムン・ジエ）
ケンを芸能事務所のマネージャーとしてスカウトしたB&Tエンターテインメントのコーディネーター兼マネージャー。事あるごとにケンを貧乏呼ばわりする。
KG
B&Tエンターテインメントを吸収合併したKGグループの社長。本名は金 佳姻（キム・ガイン）。ストリートファイトに関して天才的実力を持ち、その武力で密かにギャングを配下に置いている。
梁 泰山（ヤン・テサン）
KGグループ部長、新人アイドルやオーディション参加者を食い物にし、その現場を暴かれたケンを陥れようと考える。

### 外国人逆襲組織
金 バンフム(キム・バンフム)
ムエタイなどの格闘が得意な、ライダイハン。負け知らずだったケンをはじめて負かした最強の男。ケンのライバル、そして、逆襲組織のボス。
物語の序盤ではガルギ組の末端構成員のひとりとして登場。
韓国に訪れた後の境遇はケンと似てるが、ケンとは違い、良い人と巡り合わず迫害された挙句、大切な存在であった婚約者のホアを自殺へ追い込こまれモンスターと化し、世間を憎悪してる。
国家とギャングは同じというテスと同じような考えを持ち、テス曰く「俺らは似ている」と共感する。
韓国不動産編では白竜会と手を組み、同様の境遇を持つ外国生まれの猛者を集わせて世間へ復讐をしようとしている。モデルはトニー・ジャー。